# Аттіковське сільське поселення
Атті́ковське сільське поселення (рос. Аттиковское сельское поселение) — муніципальне утворення у складі Козловського району Чувашії, Росія. Адміністративний центр — село Аттіково.
Станом на 2002 рік присілки Верхнє Анчиково, Козаково, Нижнє Анчиково, Решетниково та село Тоганашево перебували у складі Тюрлеминської сільської ради.

## Населення
Населення — 881 особа (2019, 973 у 2010, 973 у 2002).

## Склад
До складу поселення входять такі населені пункти:
| Населений пункт           | Населення, осіб (2002) | Населення, осіб (2010) |
| ------------------------- | ---------------------- | ---------------------- |
| Аттіково, село            | 172                    | 190                    |
| Байметево, присілок       | 49                     | 31                     |
| Верхнє Анчиково, присілок | 44                     | 44                     |
| Козаково, присілок        | 74                     | 72                     |
| Мартиново, присілок       | 97                     | 93                     |
| Нижнє Анчиково, присілок  | 66                     | 65                     |
| Решетниково, присілок     | 92                     | 110                    |
| Тоганашево, село          | 135                    | 127                    |
| Чешлама, присілок         | 238                    | 238                    |
| Чешлама, селище           | 6                      | 3                      |